# 克拉克鎮區 (阿肯色州格林縣)
克拉克鎮區（英語：Clark Township）是位於美國阿肯色州格林縣的一個行政鎮區。

## 地方資料
克拉克鎮區的面積為83.22平方千米，當中陸地面積為83.05平方千米，而水域面積為0.17平方千米。根據2010年美國人口普查的數據，當地共有人口19443人，而人口密度為每平方千米233.63人。